# Dền Thàng
Dền Thàng là một xã thuộc huyện Bát Xát, tỉnh Lào Cai, Việt Nam.
Xã Dền Thàng có diện tích 19,88 km², dân số năm 1999 là 2.399 người, mật độ dân số đạt 121 người/km².